# Centrale nucléaire de Connecticut Yankee
La centrale nucléaire de Connecticut Yankee (abrégé CY) était une centrale nucléaire située à Haddam Neck aux États-Unis dans le Connecticut.

Elle a été mise en service en 1968 avec une puissance électrique de 616 MW et a produit de l'électricité jusqu'en 1996 avant d'être déclassée en 2004. La démolition de l'enceinte de confinement a été achevée le 17 juillet 2006.